# تیم ملی والیبال مردان اتریش
تیم ملی والیبال مردان اتریش، یک تیم والیبال است که به نمایندگی از این کشور در تورنمنت‌های جهانی و قاره‌ای شرکت می‌کند.

## لیگ اروپا
- مقام هفتم در لیگ والیبال اروپا ۲۰۱۴
- مقام دهم در لیگ والیبال اروپا ۲۰۱۵